# Sunderland
Sunderland je grad u sjeveroistočnoj Engleskoj. Također, lokalna oblast čiji je ovo najveći grad isto nosi ime Sunderland, a sastoji se od Grada Sunderlanda, nekoliko manjih susjednih gradova te mnogo okolnih sela.

## Povijest
Današnji Sunderland nastao je iz tri naselja. Prvo naselje, Monkwearmouth, utemeljeno je na sjevernoj strani rijeke Wear još 674. godine, kada je ondašnji biskup Bendict utemeljio samostan Wermouth-Jarrow. Nasuprot samostanu, na južnoj obali rijeke, godine 930. osnovano je naselje Bishopwearmouth. Treće naselje, Sunderland, bilo je malo ribarsko mjesto točno na ušću rijeke Wear u more. Osnovano je 1179. godine.
Kako je vrijeme prolazilo, grad je rastao i razvijao se kao luka, trgujući ugljenom i soli. U 14. st. na rijeci Wear počelo se i s izgradnjom brodova. Do 19. st. Sunderland se toliko proširio da se spojio s naseljima Monkwearmouth i Bishopwearmouth.

## Geografski smještaj
Smješten je na utoku rijeke Wear u Sjeverno more, a od glavnog grada Londona udaljen je 387 km.

## Stanovništvo
Prema popisu stanovništva iz 2001. godine, Grad Sunderland ima 177.739 stanovnika.